# 慕残
慕残（Acrotomophilia）是一种性嗜好，指一个人迷恋殘障人士或热衷于变为殘障人士，一般分为慕残者（英語：devotee），扮残者（英語：pretender）和自残者（英語：wannabe）。

## 现象与分类
慕残者通常在少年时便出现对残疾人感兴趣的倾向，大多数人在15岁左右便能意识到自己的这种倾向。慕残者通常会在互联网大量搜寻残疾人的图片、影片和文字资料，网上就有许多慕残者开设的论坛，慕残者在里面交流自己所收集的图片和影片资料，发布自己所撰写的慕残小说。多数的慕残者同时也是扮残者和自残者，他们常常幻想成为截肢者。有的慕残者会与网上认识的残疾人约会，甚至发生性关系。
按照行为来分类：
- 慕残者是指那些被残疾（尤其是患有进行性损害或截肢者）吸引并产生性冲动的健全人；
- 扮残者指那些在公共场合或在家里通过使用辅助器具如支架、拐杖、轮椅等扮演残疾人并从而得到快感的健全人；
- 自残者则指某些人想成为真正的残疾人，在有些情况下會通过自残达到目的的健全人。

按照对象来分类：
- 截肢者（最多）
- 小儿麻痹症患者（儿麻）
- 截瘫者
- 盲人
- 聋哑人

## 专用术语
有关慕残者的术语多用英文缩写，表示残疾的种类，从构词学角度，属于口语和地道的医学专用名词的混合体，久而久之，成了他们的“专用名词”。
慕残者常用一个字母来自称和互相称呼，如：
- D: Devotee，慕残者
- P: Pretender，扮残者
- W: Wannabe，自残者
- A: amputee，截肢者
- PPS: 小儿麻痹后遗症
- P: Poliomyelitis，儿麻
- AP: apotemnophilia，通过幻想成为截肢者而获得性满足的人
- AC: acrotomophilia，寻求真实或假想的截肢伴侣以获得性满足的人

对于截肢者，常用两至三个字母来代表他们的残疾类型，如：
- AK: Above Knee，膝盖以上
- AE: Above Elbow，手肘以上
- BK: Below Knee，膝盖以下
- BE: Below Elbow，手肘以下
- WD: Wrist Disarticulation，腕关节离断
- ED: Elbow Disarticulation，肘关节离断
- SD: Shoulder Disarticulation，肩关节离断
- AD: Ankle Disarticulation，踝关节离断
- KD: Knee Disarticulation，膝关节离断
- HD: Hip Disarticulation，髋关节离断

其中以AK、AE、BK、BE、SD、HD最为常用（在中国大陆的慕残者中）。
在前方通常会加上方位词，如：
- L: left,左
- R: right,右
- D: double,双侧
- S: single,单侧

例如，一个左腿膝上截肢者会被称为LAK，一个双腿膝下截肢者会被称为DBK，没有指明方位的单侧肘上截肢者被称为SAE，双侧肩关节离断者被称为DSD。
三肢截肢者会被称为TRIPLE，而四肢截肢者会被称为QUAD。最极端的截肢类型则是QUAD中的DSD+DHD，没有任何残肢，也丧失了安装假肢的能力。
此外还有：
- HP: hip pelvitomy，骨盆离断术
- para: paraplegia，截瘫
- WC: wheelchair，轮椅
- C: cast，石膏托
- B: brace，各种矫形的支具
- Hemipelvectomy，骨盆（含下肢）切除
- Hemicorporectomy，下半身切除（包括骨盆内脏器、泌尿器、生殖器等）

对于盲人也有一些名词（较少见）：
- RI: Right eye，右眼
- LI: Left eye，左眼

## 争议
目前没有证据证明慕残倾向与同性恋、性虐待或受虐的倾向密切相关，也没有证据表明慕残是一种心理疾病。许多慕残者认为，他们看到截肢者的感觉，和许多男性看到胸部丰满的女性的感觉是一样的。大多数的慕残者对异常性行为也十分厌恶，他们也十分厌恶那些歧视残疾人的人。
但是，由于在网络上一些慕残者的言论过于露骨，或过度表达对残疾人的爱慕，使残疾人心生厌恶，或引起残疾人的不安和恐惧。部分残疾人称慕残者“变态”、“恶心”，认为慕残者“可耻”。
Johns Hopkins大学的心理学家John Money把慕残行为归于一种性欲倒错的精神错乱。在20世纪20年代，Wilhelm Stekel在他的著作《性反常》中把对截肢者具有强烈性冲动的人称为虐待狂和潜在同性恋者，像Money等人认为慕残者是不道德的，甚至近乎把慕残者当作精神病，甚至是危险的。

## 相关作品
- 片輪少女